# Khufu Peak
Der Khufu Peak ist ein etwa 745 m hoher Berg auf der westantarktischen Alexander-I.-Insel. Er ragt im Zentrum des Fossil Bluff im Osten der Insel auf.
Dem British Antarctic Survey (BAS) war der Berg lange Zeit unter dem Namen The Pyramid (englisch für Die Pyramide) bekannt. Das UK Antarctic Place-Names Committee nahm am 18. April 1988 zur Vermeidung von Verwechslungen mit gleichnamigen Objekten in der Antarktis eine Umbenennung vor. Namensgebend ist der ägyptische Pharao Khufu (im deutschsprachigen Raum besser bekannt als Cheops, regierte von 2620 bis 2580 v. Chr.), der die nach ihm benannte Pyramide errichten ließ.